# Экономическое вмешательство
Экономи́ческое вмеша́тельство (англ. economic interventionism или state interventionism «госуда́рственный интервенциони́зм») — меры, принимаемые государством и правительством в рыночной экономике и многоукладной социально-рыночной и смешанной экономике для контроля над предпринимательством, устранению мошенничества и кризисной ситуации. Может быть использовано для выполнения каких-либо политических и экономических задач, таких как содействие экономическому росту, увеличению занятости, повышение заработной платы, повышения или снижения цен, поощрение равенства, управление денежной массой и процентными ставками, увеличением прибыли или решением сбоев рыночного механизма. Термин предполагает вмешательство в экономику государства и экономики по своей природе отдельно друг от друга, и поэтому относится к капиталистической рыночной или смешанной экономике, где действия правительства будет представлять собой «вмешательство» (хотя это не распространяется на государственные предприятия, которые работают на рынке).